# Sabicea bigerrica
Sabicea bigerrica är en måreväxtart som beskrevs av Nicolas Hallé. Sabicea bigerrica ingår i släktet Sabicea och familjen måreväxter.
Artens utbredningsområde är Gabon. Inga underarter finns listade i Catalogue of Life.